# Trapelus agnetae
Espèce
Synonymes
- Agama agnetae Werner, 1929
- Agama pallidus haasi Werner, 1971

Statut de conservation UICN

 LC  : Préoccupation mineure
Trapelus agnetae est une espèce de sauriens de la famille des Agamidae.

## Répartition
Cette espèce se rencontre en Jordanie, en Irak, en Arabie saoudite et en Syrie.

## Publication originale
- Werner, 1929 : Beitrage zur Kenntnis von Syrien und Persien. Zoologische Anzeiger, vol. 81, no 7/10, p. 238-345.